# Красовицы
Красовицы — деревня в Батецком районе Новгородской области России. Входит в состав Передольского сельского поселения.

## География
Деревня находится в северо-западной части Новгородской области, в зоне хвойно-широколиственных лесов, на берегах реки Хотынки, при автодороге 49Н-0138, на расстоянии примерно 27 километров (по прямой) к юго-западу от посёлка Батецкого, административного центра района. Абсолютная высота — 62 метра над уровнем моря.

### Часовой пояс
Деревня Красовицы, как и вся Новгородская область, находится в часовой зоне МСК (московское время). Смещение применяемого времени относительно UTC составляет +3:00.

## Население
| 1862 | 2010 |
| ---- | ---- |
| 52   | ↘0   |